# Aignay-le-Duc
Pour les articles homonymes, voir Leduc.
Aignay-le-Duc est une commune française  du département de la Côte-d'Or, en région Bourgogne-Franche-Comté.

## Géographie

### Localisation

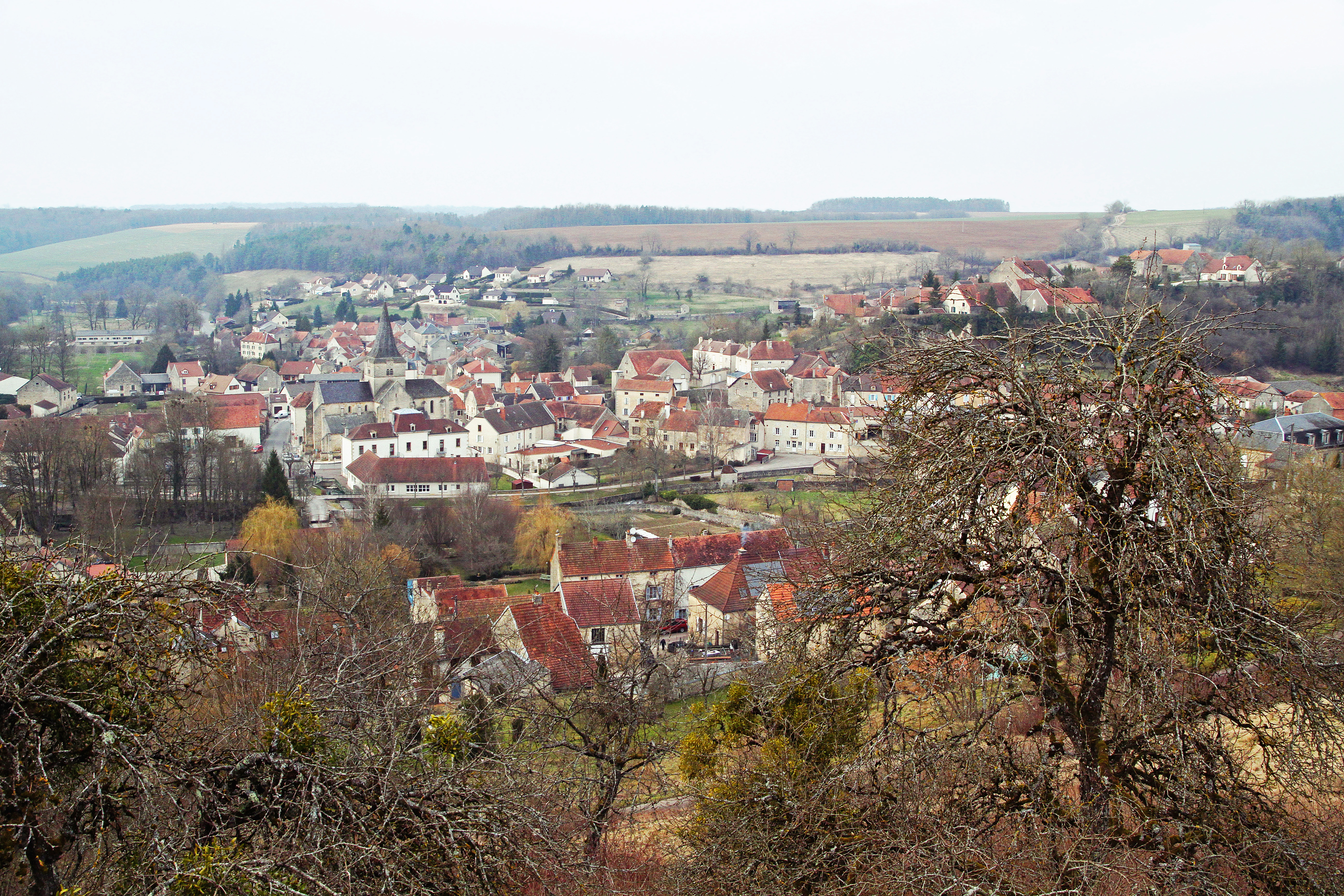
Vue générale depuis la route d'Is-sur-Tille.

Aignay-le-Duc est une commune rurale du Châtillonnais.

### Communes limitrophes
Les communes limitrophes sont  Beaunotte, Duesme, Mauvilly, Moitron, Montmoyen, Quemigny-sur-Seine et Étalante.

### Géologie et relief
Le territoire d'Aignay-le-Duc occupe 24,86 km2 à une altitude située entre 310 et 443 m.
C'est un plateau coupé sud-est/nord-ouest par trois rivières, la Coquille sur laquelle est installé le bourg, le Brévon à l'est et le Revinson à l'ouest, ces deux dernières servant de limites au territoire de la commune. Des pâturages occupent le fond des vallées alors que le plateau est tourné surtout vers l'agriculture et un quart environ de la surface est couverte par des bois.

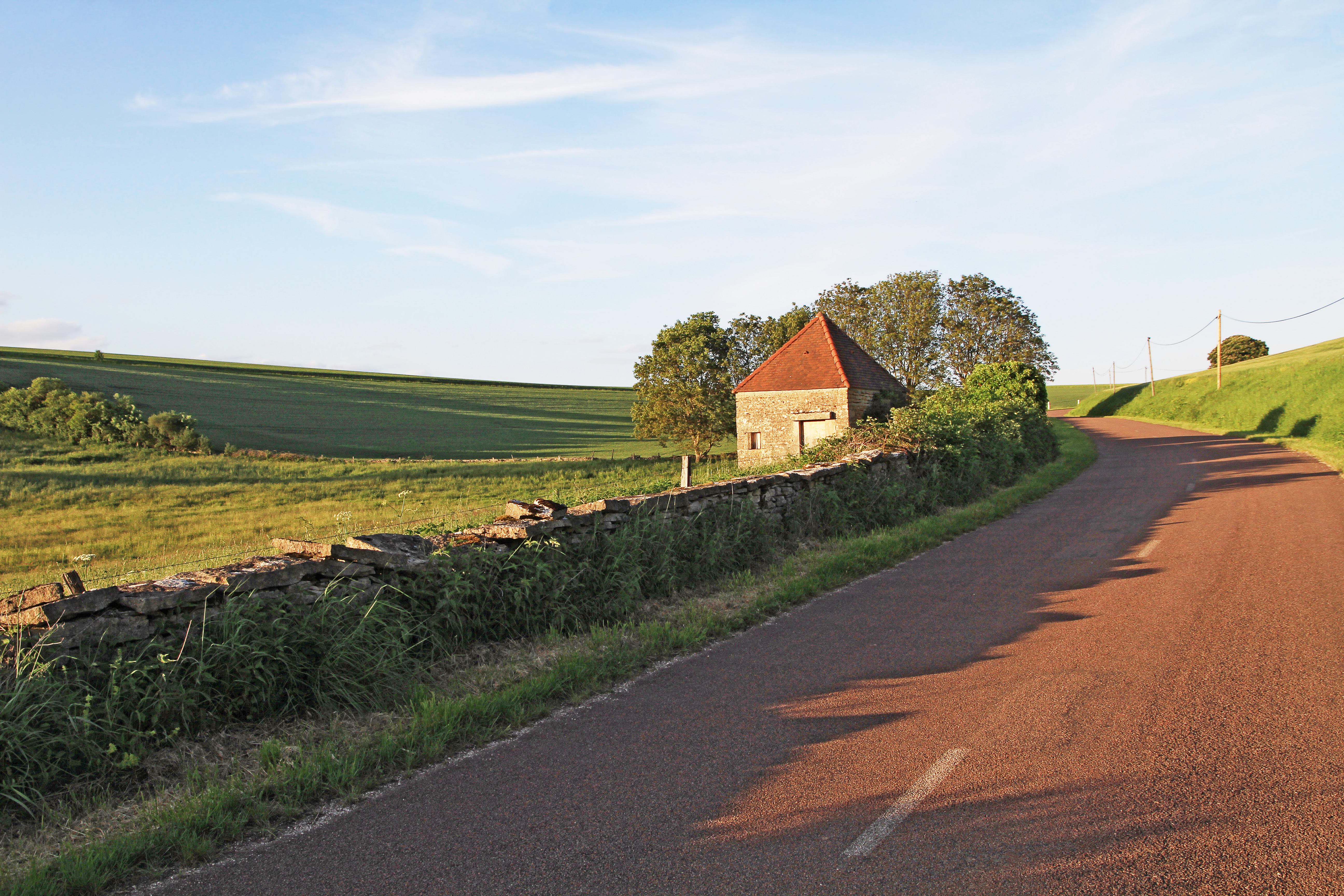
Sur le plateau entre les vallées du Revinson et de la Coquille.
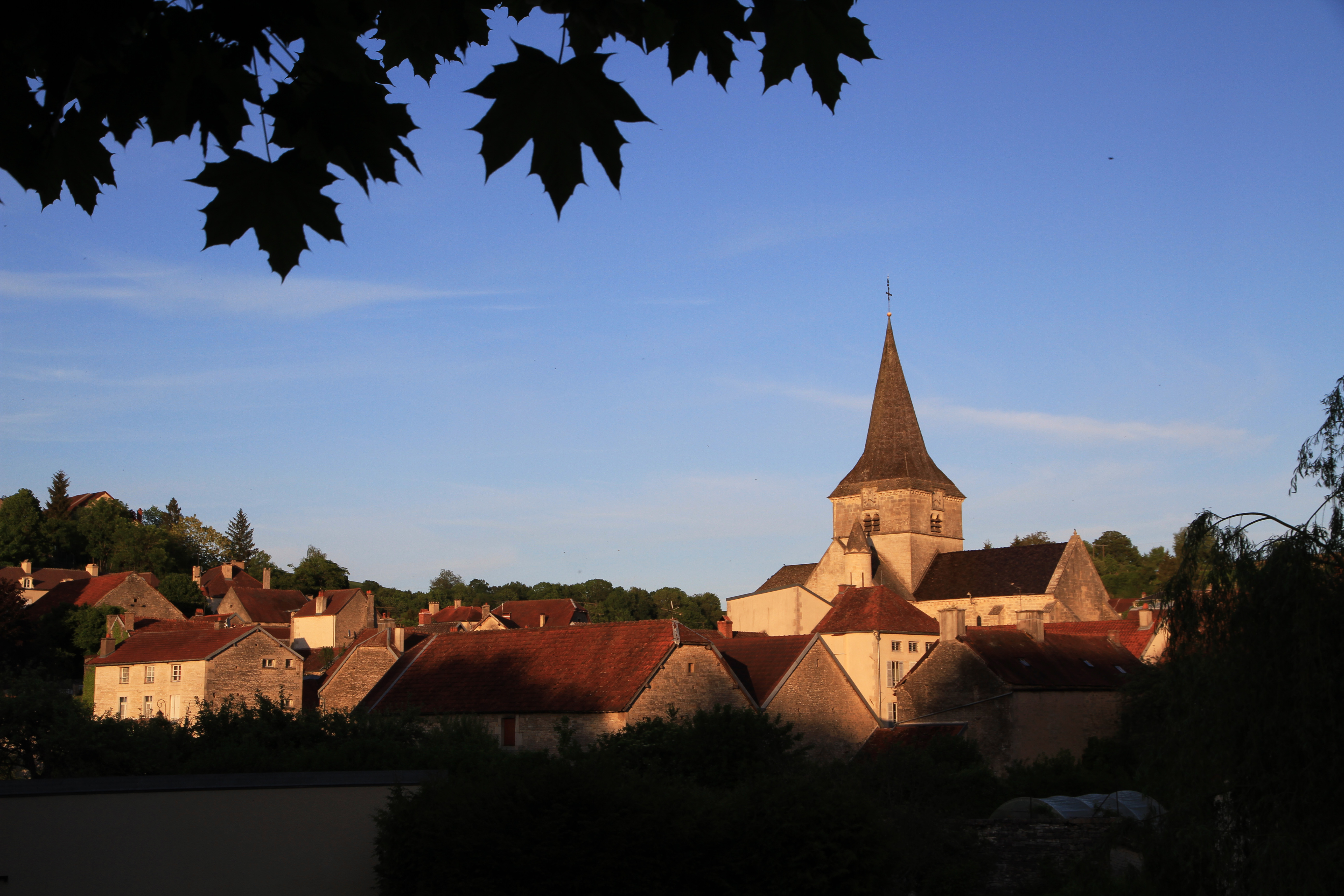
Aignay-le-Duc nichée dans sa vallée.

### Hydrographie

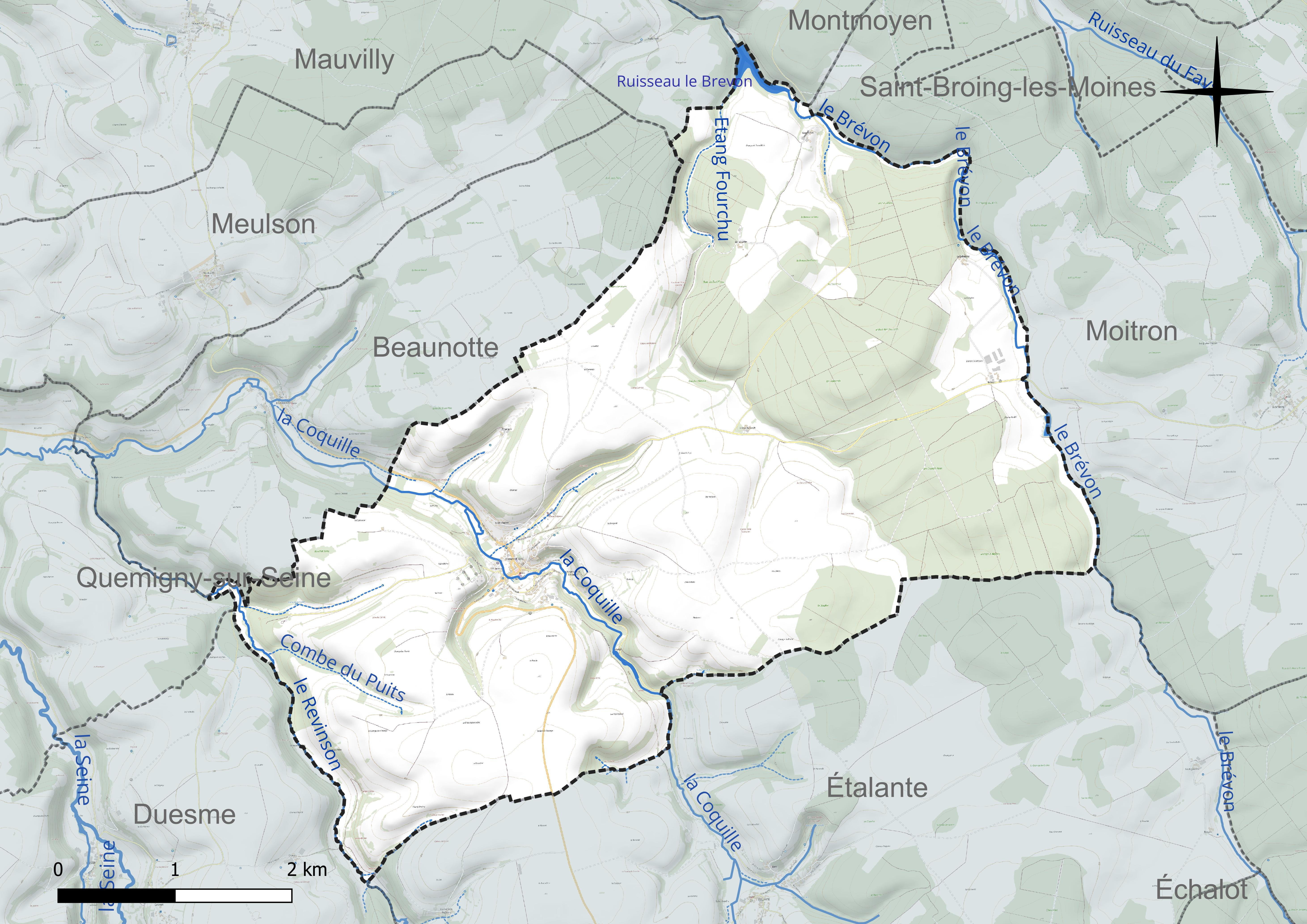
Carte hydrographique de la commune.

Les trois rivières qui traversent la commune font partie du bassin versant de la Seine.
La Coquille court sur une dizaine de kilomètres avant de rejoindre le Revinson et peu après la Seine, mais cette courte vie ne lui perd pas d'importance, sa source sur la commune voisine d'Étalante est une exsurgence abondante. Un petit lac de barrage a été aménagé sur son cours avant le village au lieu-dit la Forge. Un autre barrage existe sur le Brévon (étang Fourchu), à la limite des communes de Mauvilly et de Montmoyen.
Plusieurs sources sur le territoire alimentent ces trois rivières (source de la Galopine, Froide Fontaine d'Aignay, fontaine du Cadet Brot… toutes n'ont pas un nom).

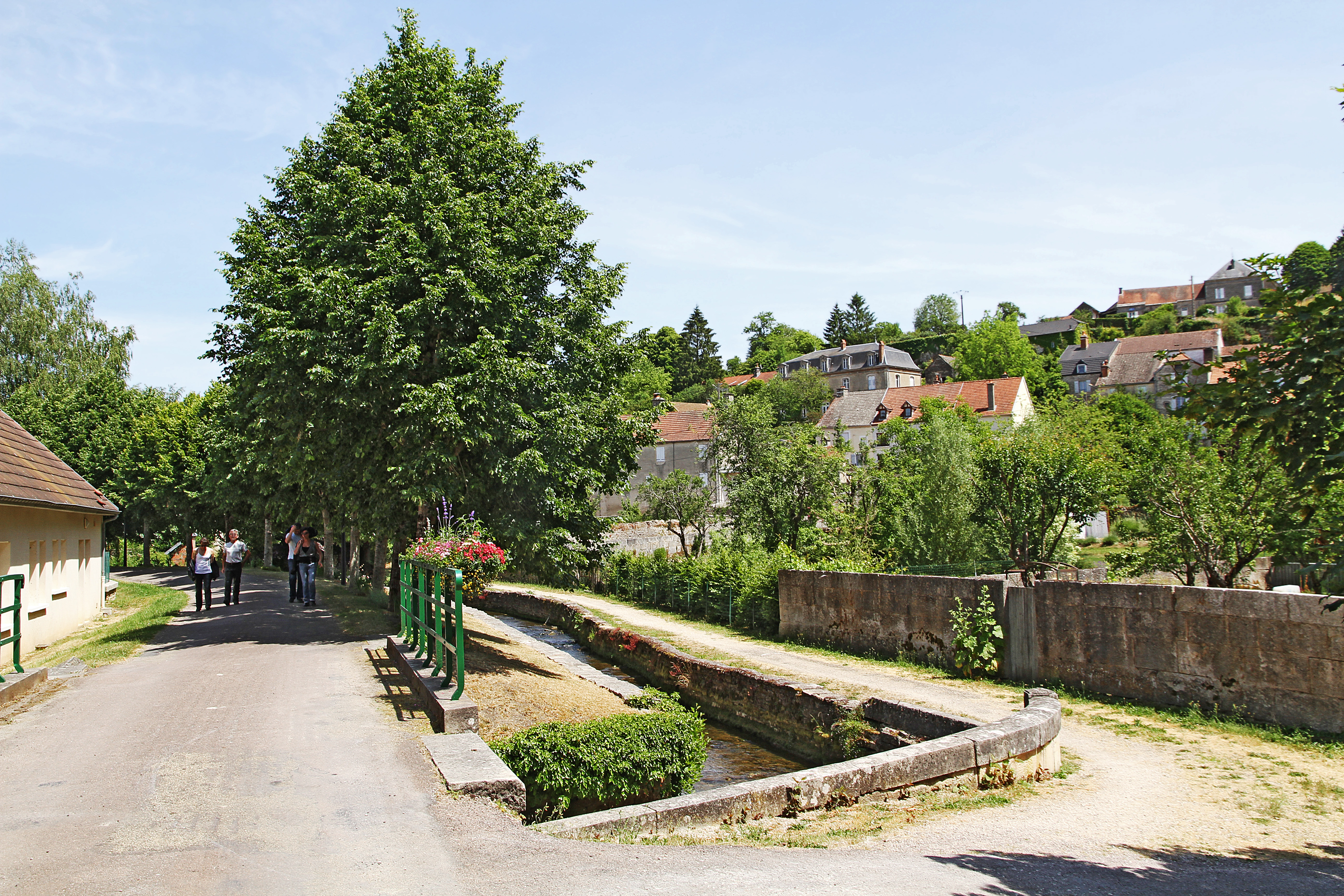
La Coquille dans Aignay-le-Duc.
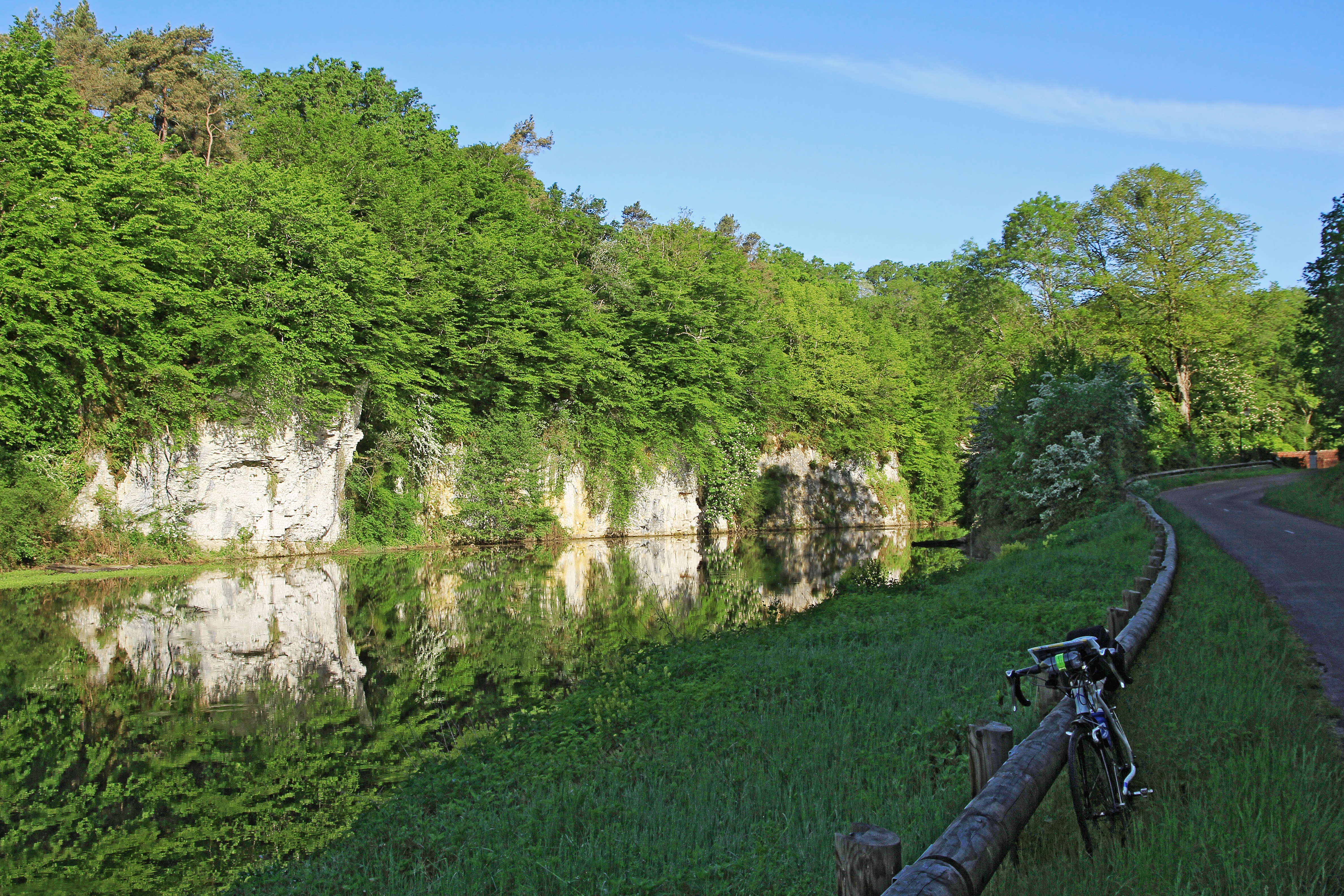
Lac de la Forge sur la rivière Coquille.
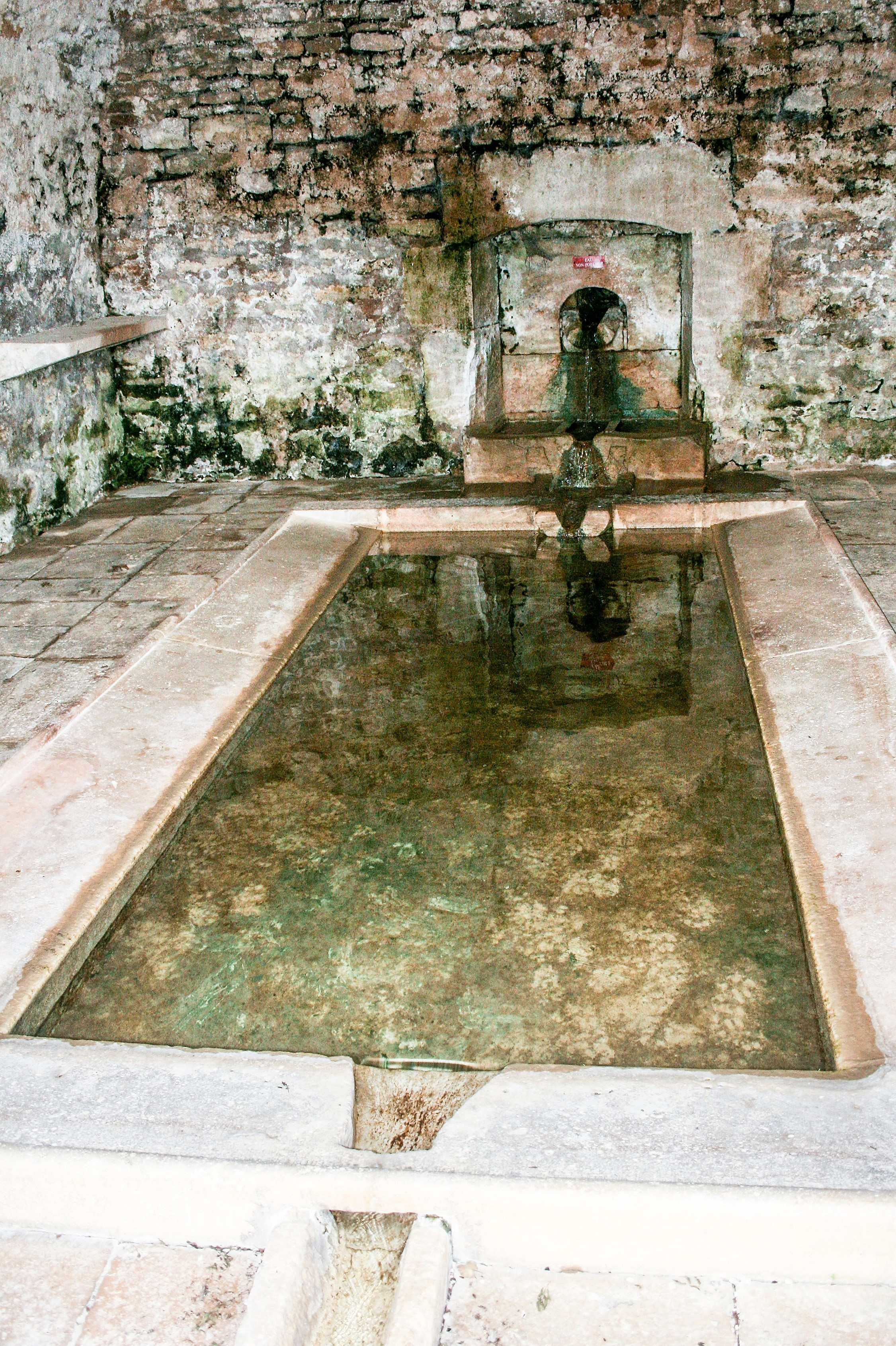
Intérieur du lavoir de la Margelle.

### Climat
Pour des articles plus généraux, voir Climat de la Bourgogne-Franche-Comté et Climat de la Côte-d'Or.
En 2010, le climat de la commune est de type climat des marges montargnardes, selon une étude du Centre national de la recherche scientifique s'appuyant sur une série de données couvrant la période 1971-2000. En 2020, Météo-France publie une typologie des climats de la France métropolitaine dans laquelle la commune est exposée à un climat océanique altéré et est dans la région climatique Lorraine, plateau de Langres, Morvan, caractérisée par un hiver rude (1,5 °C), des vents modérés et des brouillards fréquents en automne et hiver.
Pour la période 1971-2000, la température annuelle moyenne est de 9,8 °C, avec une amplitude thermique annuelle de 16,2 °C. Le cumul annuel moyen de précipitations est de 965 mm, avec 13,8 jours de précipitations en janvier et 9,1 jours en juillet. Pour la période 1991-2020, la température moyenne annuelle observée sur la station météorologique de Météo-France la plus proche, « Bure Les Templiers_sapc », sur la commune de Bure-les-Templiers à 14 km à vol d'oiseau, est de 10,7 °C et le cumul annuel moyen de précipitations est de 898,2 mm,. Pour l'avenir, les paramètres climatiques de la commune estimés pour 2050 selon différents scénarios d'émission de gaz à effet de serre sont consultables sur un site dédié publié par Météo-France en novembre 2022.

## Urbanisme

### Typologie
Au 1er janvier 2024, Aignay-le-Duc est catégorisée commune rurale à habitat dispersé, selon la nouvelle grille communale de densité à 7 niveaux définie par l'Insee en 2022.
Elle est située hors unité urbaine et hors attraction des villes,.

### Occupation des sols

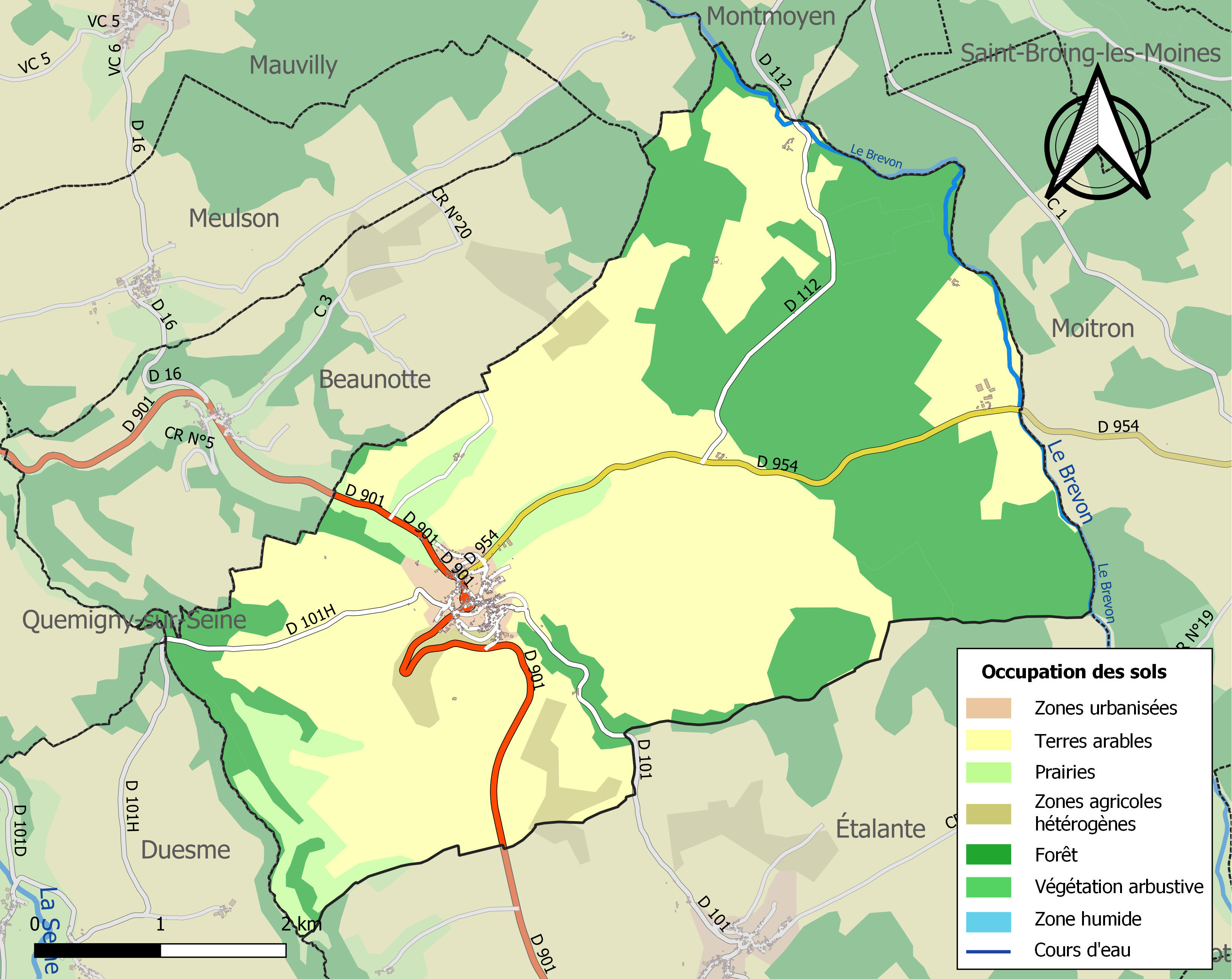
Carte des infrastructures et de l'occupation des sols de la commune en 2018 (CLC).

L'occupation des sols de la commune, telle qu'elle ressort de la base de données européenne d’occupation biophysique des sols Corine Land Cover (CLC), est marquée par l'importance des territoires agricoles (63 % en 2018), en augmentation par rapport à 1990 (62 %). La répartition détaillée en 2018 est la suivante : terres arables (54,1 %), forêts (35,2 %), prairies (6,3 %), zones agricoles hétérogènes (2,6 %), zones urbanisées (1,8 %). L'évolution de l’occupation des sols de la commune et de ses infrastructures peut être observée sur les différentes représentations cartographiques du territoire : la carte de Cassini (XVIIIe siècle), la carte d'état-major (1820-1866) et les cartes ou photos aériennes de l'IGN pour la période actuelle (1950 à aujourd'hui).

### Hameaux, écarts, lieux-dits
- Le village d'Aigny-le-Duc comprend le quartier de la Beurlogère.
- habitat ou bâti écarté : Brevon, la Galopine, ferme du Grand-Bois, la Cassotte, le Pré-du-Soult, Chevigny, la Forge.
- lieux-dits d'intérêt local : moulin de la Maladière, pont du Revinson.

### Habitat et logement
En 2020, le nombre total de logements dans la commune était de 247, alors qu'il était de 244 en 2015 et de 246 en 2010.
Parmi ces logements, 58,8 % étaient des résidences principales, 17,8 % des résidences secondaires et 23,4 % des logements vacants. Ces logements étaient pour 91,5 % d'entre eux des maisons individuelles et pour 8,5 % des appartements.
Le tableau ci-dessous présente la typologie des logements à Aignay-le-Duc en 2020 en comparaison avec celle de la Côte-d'Or et de la France entière. Une caractéristique marquante du parc de logements est ainsi une proportion de résidences secondaires et logements occasionnels (17,8 %) supérieure à celle du département (5,6 %) et à celle de la France entière (9,7 %). 
| Typologie                                               | Aignay-le-Duc | Côte-d'Or | France entière |
| ------------------------------------------------------- | ------------- | --------- | -------------- |
| Résidences principales (en %)                           | 58,8          | 85,9      | 82,1           |
| Résidences secondaires et logements occasionnels (en %) | 17,8          | 5,6       | 9,7            |
| Logements vacants (en %)                                | 23,4          | 8,5       | 8,2            |

### Voies de communication et transports
Aignay est traversée par la départementale 901, qui relie la route départementale 971 à Is-sur-Tille à partir de Saint-Marc-sur-Seine.
Les gares les plus proches sont celles de Thenissey (20,72 kilomètres) et Verrey-sous-Salmaise (25,66 kilomètres).

## Toponymie
Le nom de la localité est attesté sous les formes Aiennacum entre 1136 et 1142, Ennay en 1145,  Agnaium en 1150, Aenniay et Aisnay entre 1157 et 1173.
Aignay-le-Duc appartenait au territoire des Lingons, population celtique. Son nom pourrait venir du celtique : *Ann-iacum « le lieu de l'eau, de la source », ann- est une racine bien connue dans les noms de rivière (l'Ain, Inn (Autriche), Anio (Italie)), le village est proche de la source de la Coquille. Autre explication voir Agnac.
Au cours de la période révolutionnaire de la Convention nationale (1792-1795), la commune a porté le nom d'Aignay-Côte-d'Or abrégé en Aignay.

## Histoire

### Préhistoire
Le menhir de Pierre-Fiche atteste d'une occupation remontant à l'époque mégalithique.

### Antiquité
Plusieurs tumulus montrent que cette occupation perdure à l'époque celtique et d'autres vestiges qu'elle se poursuit sous l'occupation romaine :
- une pierre calcaire jaune réemployée dans le cimetière datant de la fin du IIe siècle apr. J.-C. ou du début du IIIe siècle portant l'inscription : Aug(ustis) sac(rum) deo Marti Cicolluis et Litavi P. Attius Paterc[l]u[s] [v(otum) s(olvit) l(ibens) m(erito)], ‘Aux augustes divinités sacrées, au dieu Mars Cicolluis et à Litavi, P. Attius Paterculus a payé son vœu volontiers et à juste titre'[17],[18] ;
- une inscription trouvée sur un vase de bronze découvert non loin d'Aignay en 1896, à Chassenay : Aug(usto) sacr(um) deo Albio et Damonae Sext(us) Mart(ius) Cociliani f(ilius) ex jussu ejus [v(otum)] s(olvit) l(ibens) m(erito)  'Il est sacré à Auguste, au dieu Albius et à Damona, Sextus Martius, fils de Cocilianus, afin d'accomplir son vœu'[19].

### Moyen Âge
Une nécropole mérovingienne avec des sarcophages de pierre a été découverte à l'emplacement du cimetière contemporain.
Aignay est ensuite le siège d'une châtellenie des ducs de Bourgogne dépendant du bailliage de la Montagne. Si le château a été totalement détruit par ordre de Louis XI, il subsiste des vestiges de l'enceinte médiévale et la magnifique église du XIIIe siècle.

### Époque contemporaine

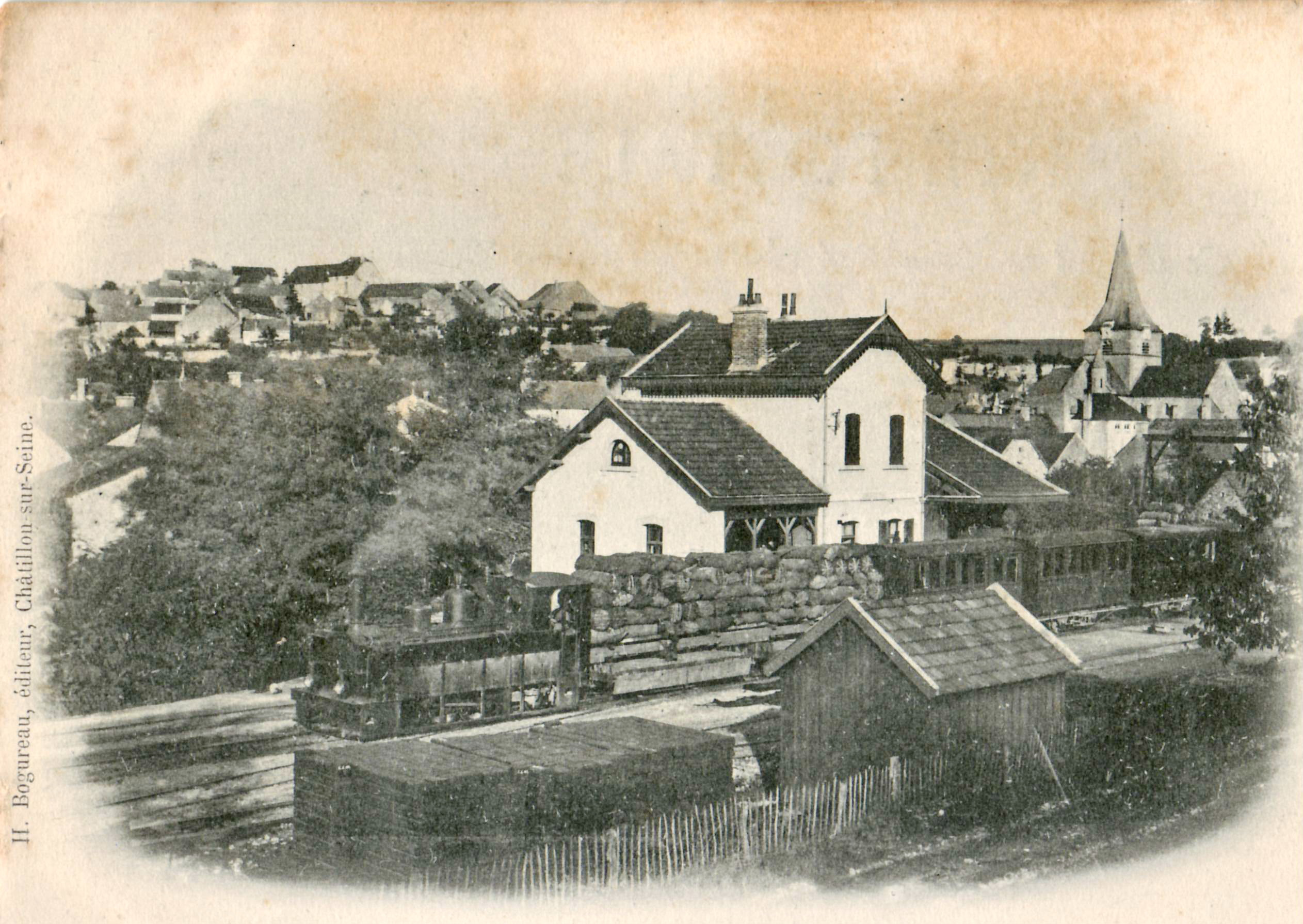
Le chemin de fer Dijon - Châtillon-sur-Seine : la gare.

Jusqu'au XIXe siècle, le tissage de la toile est la principale industrie de la commune qui reste cependant très enclavée jusqu'à la mise en service d'une ligne de chemin de fer secondaire à voie métrique des Chemins de fer départementaux de la Côte-d'Or reliant Dijon-Porte-Neuve à Châtillon-sur-Seine, ouverte le 3 juin 1914 et définitivement fermée le 20 octobre 1947,.

## Politique et administration

### Rattachements administratifs et électoraux

#### Rattachements administratifs
La commune se trouve depuis 1926 dans l'arrondissement de Montbard du département de la Côte-d'Or.
Elle était depuis 1793 le chef-lieu du canton d'Aignay-le-Duc. Dans le cadre du redécoupage cantonal de 2014 en France, cette circonscription administrative territoriale a disparu, et le canton n'est plus qu'une circonscription électorale.

#### Rattachements électoraux
Pour les élections départementales, la commune fait partie depuis 2014 du canton de Châtillon-sur-Seine.
Pour l'élection des députés, elle fait partie de la quatrième circonscription de la Côte-d'Or.

### Intercommunalité
Aignay-le-Duc est membre de la très vaste communauté de communes du Pays Châtillonnais, un établissement public de coopération intercommunale (EPCI) à fiscalité propre créé fin 2003  et auquel la commune a transféré un certain nombre de ses compétences, dans les conditions déterminées par le code général des collectivités territoriales.

### Liste des maires
| Période                                  | Période                       | Identité            | Étiquette      | Qualité                                        |
| ---------------------------------------- | ----------------------------- | ------------------- | -------------- | ---------------------------------------------- |
| Les données manquantes sont à compléter. |                               |                     |                |                                                |
| 1945                                     |                               |                     |                |                                                |
|                                          |                               | Alexandre Misset    |                |                                                |
| 1880                                     |                               | Pierre-Paul Mignard |                |                                                |
| 1945                                     | 1959                          | Louis Armatte       | Sans étiquette | radio-électricien                              |
| vers 1970                                |                               | P. Magerand         |                |                                                |
|                                          |                               |                     |                |                                                |
| 1977                                     | 1989                          | Georges Mayeux      |                | Vétérinaire                                    |
| 1989                                     | 2008                          | Bernard Bonnuit     | DVD            | Président du SIVOS (1993 → 2008)               |
| 2008                                     | 2009                          | Alexandre Misset    |                |                                                |
| décembre 2009                            | 2014                          | Christian Bay       |                |                                                |
| 2014                                     | juin 2023                     | Frédéric Bourdenet  |                | Employé Démissionnaire                         |
| juin 2023                                | En cours (au 28 janvier 2024) | Gilbert Changarnier |                | Agriculteur et chef d’entreprise à la retraite |

## Équipements et services publics
Un marché forain a lieu le vendredi matin.
La commune dispose d'une salle des fêtes, la salle Charles-Roidot,.

### Enseignement
La commune dispose d'une école, dénommée école Gisèle-Halimi en 2023 et qui est administrée par un SIVOS car elle scolarise des enfants des communes avoisinantes.

### Santé
Une maison médicale et une pharmacie sont implantées à Aignay-le-Duc.

### Justice, sécurité, secours et défense
Aignay-le-Duc et ses environs sont protégés par une communauté de brigades de la gendarmerie nationale.
Un centre d'incendie et de secours des pompiers assure également la défense des personnes et des biens.

## Population et société

### Démographie
L'évolution du nombre d'habitants est connue à travers les recensements de la population effectués dans la commune depuis 1793. Pour les communes de moins de 10 000 habitants, une enquête de recensement portant sur toute la population est réalisée tous les cinq ans, les populations de référence des années intermédiaires étant quant à elles estimées par interpolation ou extrapolation. Pour la commune, le premier recensement exhaustif entrant dans le cadre du nouveau dispositif a été réalisé en 2004.

En 2022, la commune comptait 263 habitants, en évolution de −8,68 % par rapport à 2016 (Côte-d'Or : +0,82 %, France hors Mayotte : +2,11 %).
| 1793 | 1800 | 1806 | 1821 | 1831 | 1836 | 1841 | 1846 | 1851 |
| ---- | ---- | ---- | ---- | ---- | ---- | ---- | ---- | ---- |
| 766  | 690  | 820  | 898  | 881  | 888  | 947  | 880  | 930  |

| 1856 | 1861 | 1866 | 1872 | 1876 | 1881 | 1886 | 1891 | 1896 |
| ---- | ---- | ---- | ---- | ---- | ---- | ---- | ---- | ---- |
| 892  | 885  | 843  | 804  | 779  | 802  | 820  | 835  | 811  |

| 1901 | 1906 | 1911 | 1921 | 1926 | 1931 | 1936 | 1946 | 1954 |
| ---- | ---- | ---- | ---- | ---- | ---- | ---- | ---- | ---- |
| 765  | 775  | 770  | 681  | 673  | 658  | 614  | 629  | 576  |

| 1962 | 1968 | 1975 | 1982 | 1990 | 1999 | 2004 | 2006 | 2009 |
| ---- | ---- | ---- | ---- | ---- | ---- | ---- | ---- | ---- |
| 572  | 630  | 534  | 528  | 455  | 402  | 393  | 381  | 335  |

| 2014 | 2019 | 2022 | - | - | - | - | - | - |
| ---- | ---- | ---- | - | - | - | - | - | - |
| 294  | 269  | 263  | - | - | - | - | - | - |

### Sports et loisirs
- Le Football-Club Aignay/Baigneux compte, en 2023, 106 licenciés[45], y compris une équipe féminine créée en 2022[46].

### Cultes
Les fidèles catholiques relèvent de la paroisse d’Aignay - Baigneux, organisée au sein du doyenné du Val de Seine

## Culture locale et patrimoine

### Lieux et monuments
- L'église Saint-Pierre et Saint-Paul date du début du XIIIe siècle, son retable Renaissance[48] et son clocher tors  Classé MH (1862)[49],[50].

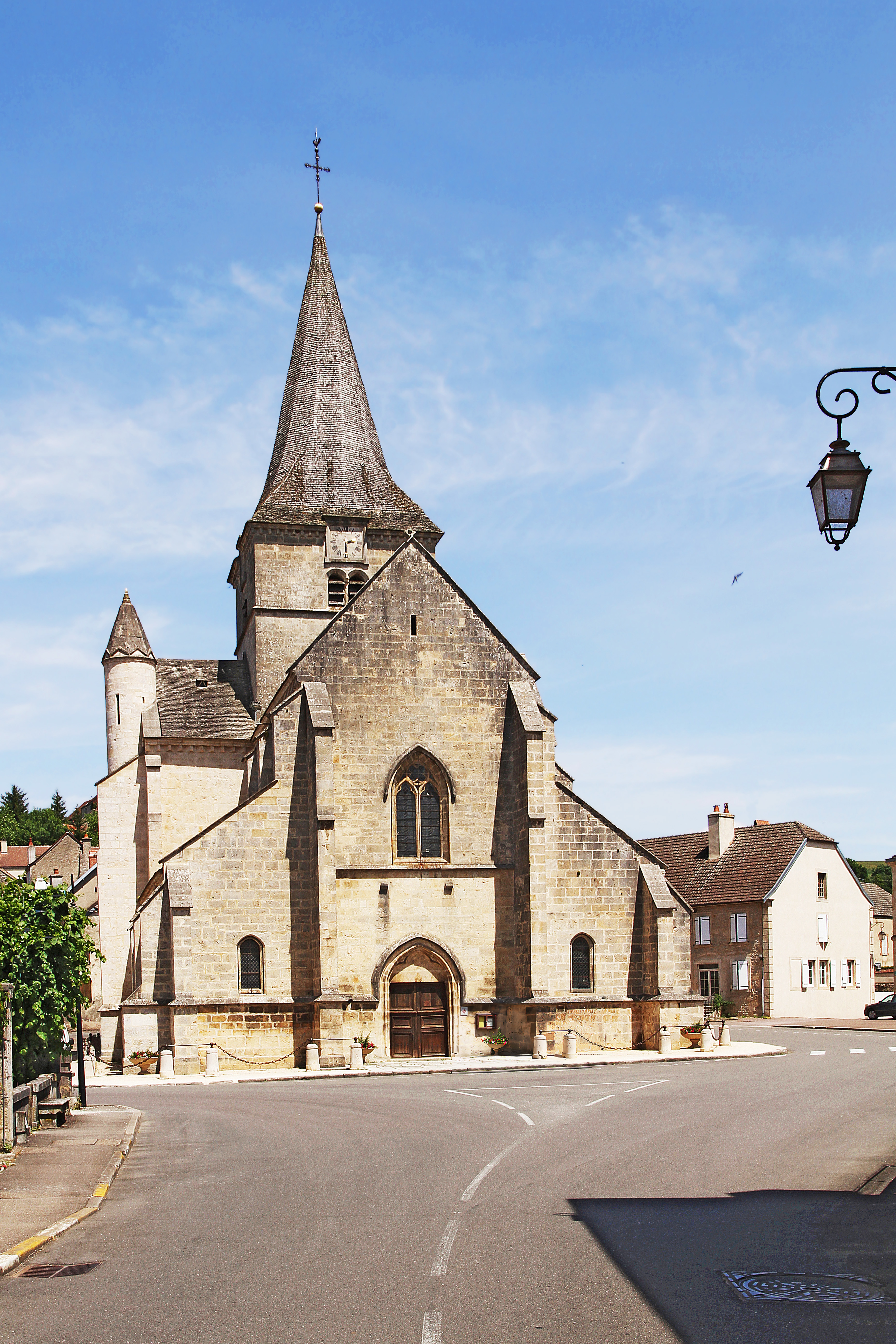
Église Saint-Pierre et Saint-Paul.
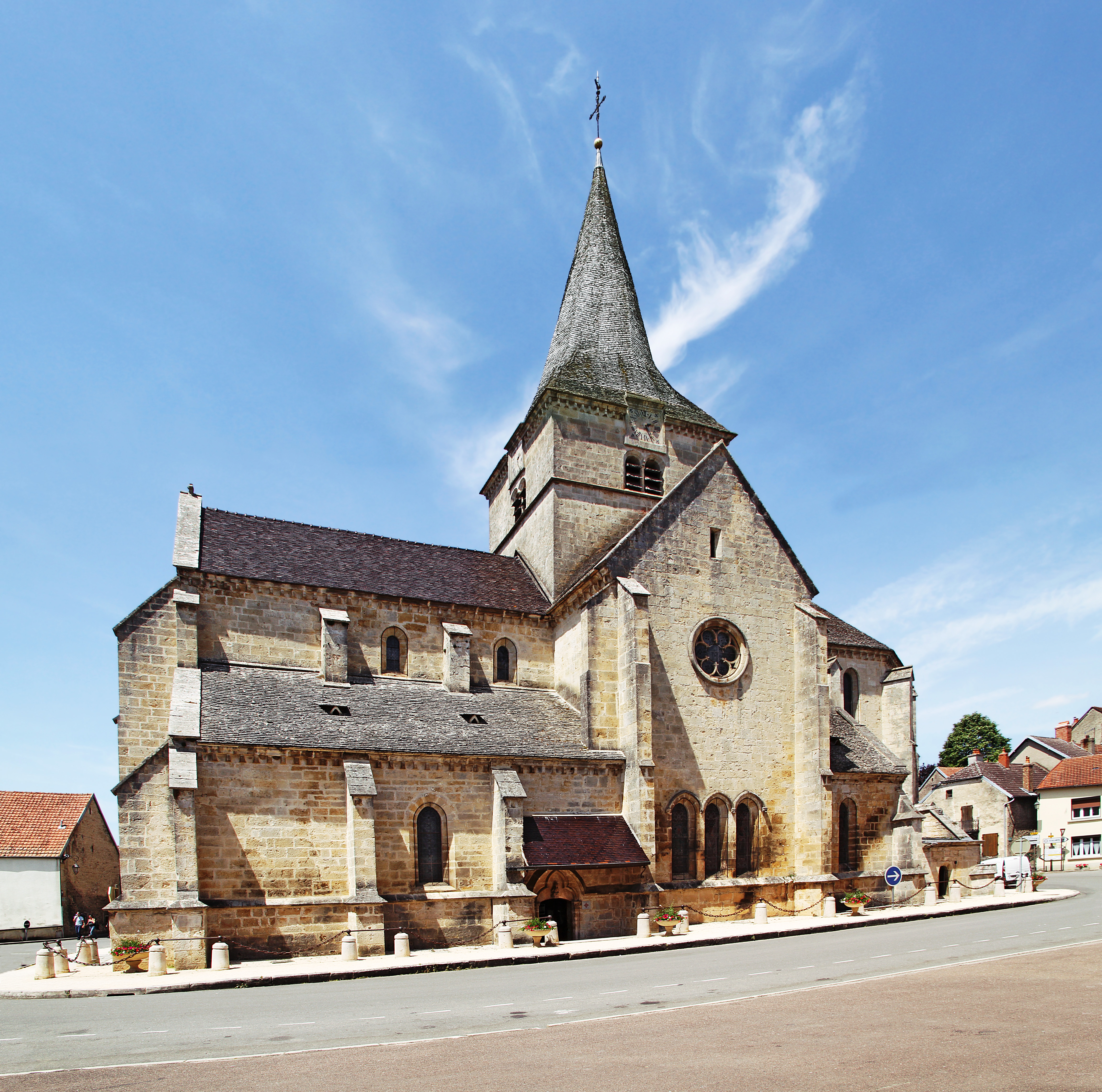
Côté sud-est.
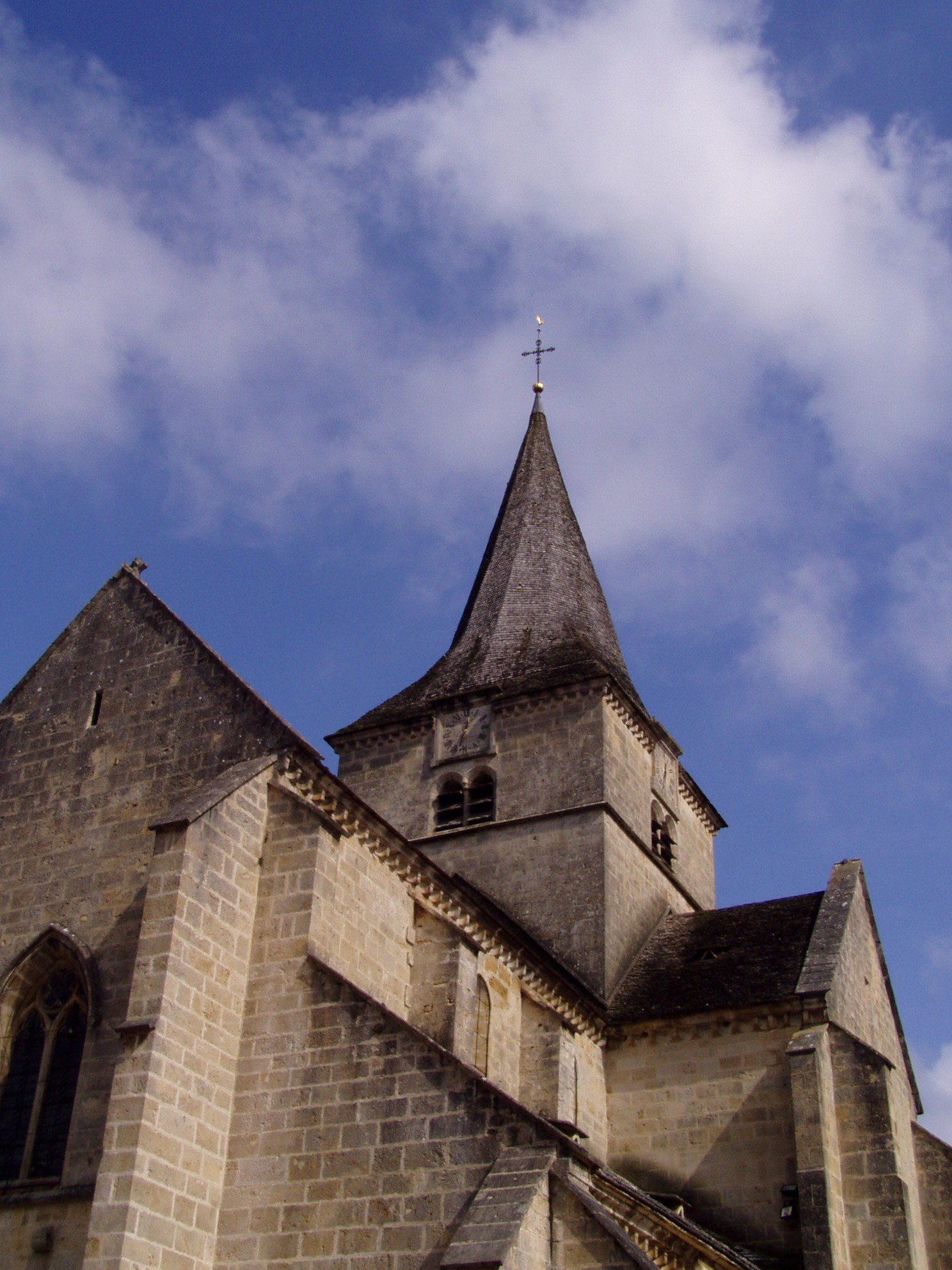
Clocher.
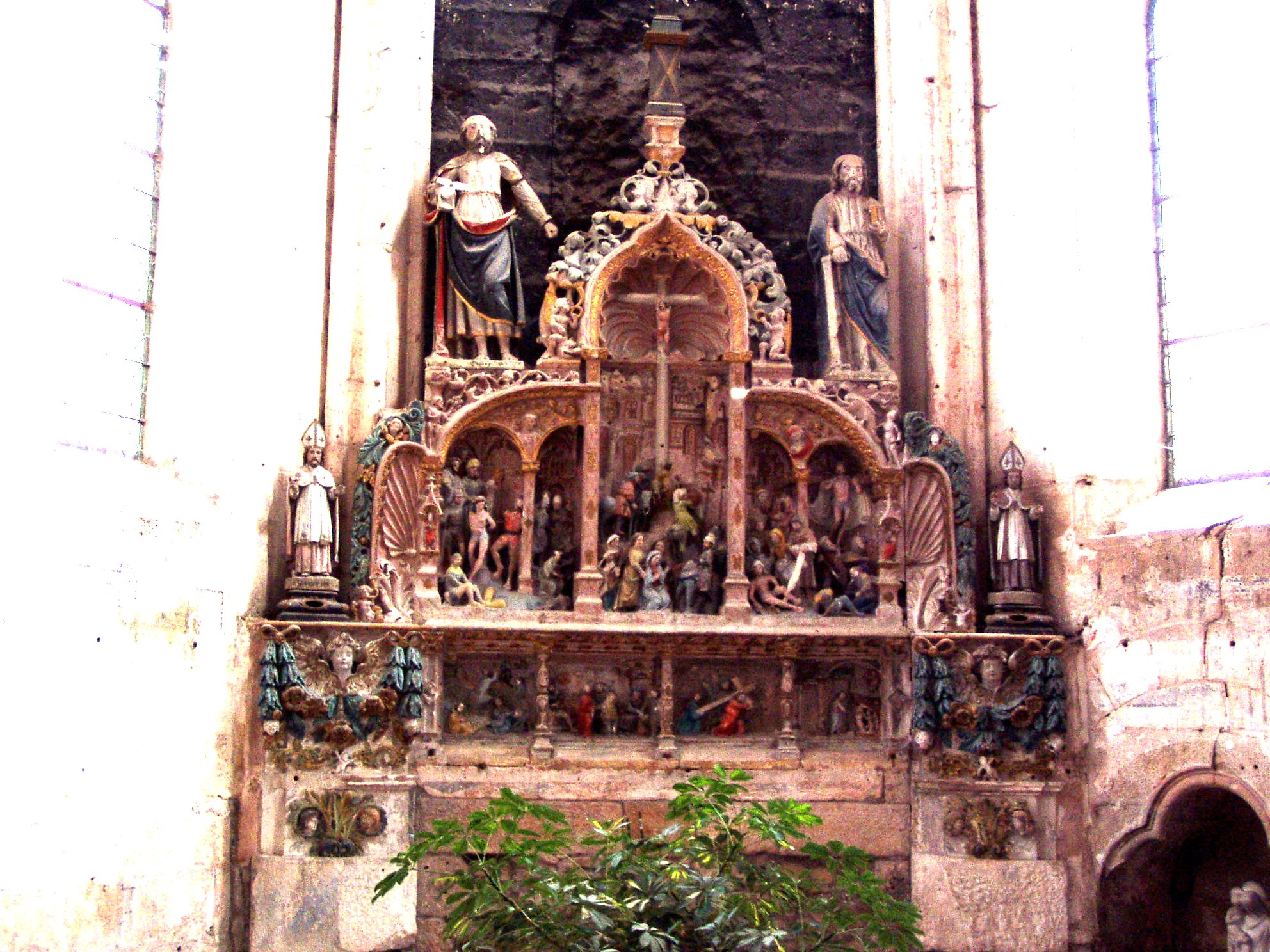
Retable Renaissance.
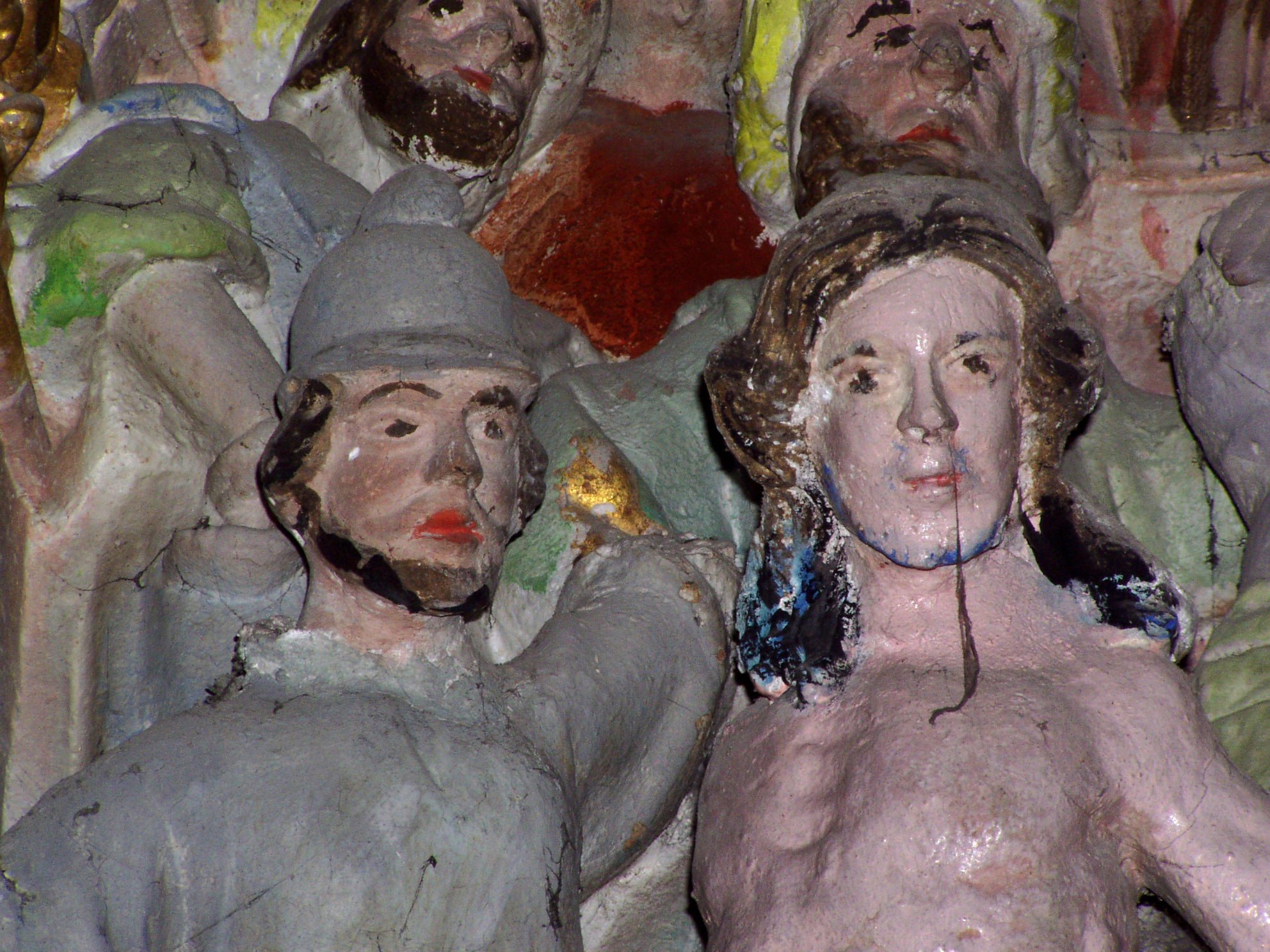
Détail du retable.

- Maisons anciennes à encorbellement.
- Chapelle de l'ancien ermitage Saint-Michel au centre du cimetière d'Aignay-le-Duc.
- Menhir de Pierre-Fiche sur le chemin d'Aignay-le-Duc à la Cassotte  Classé MH (1974)[51].
- Tumulus celtique comprenant plusieurs sépultures d’époques différentes, dont les plus récentes datent du Ve siècle av. J.-C.

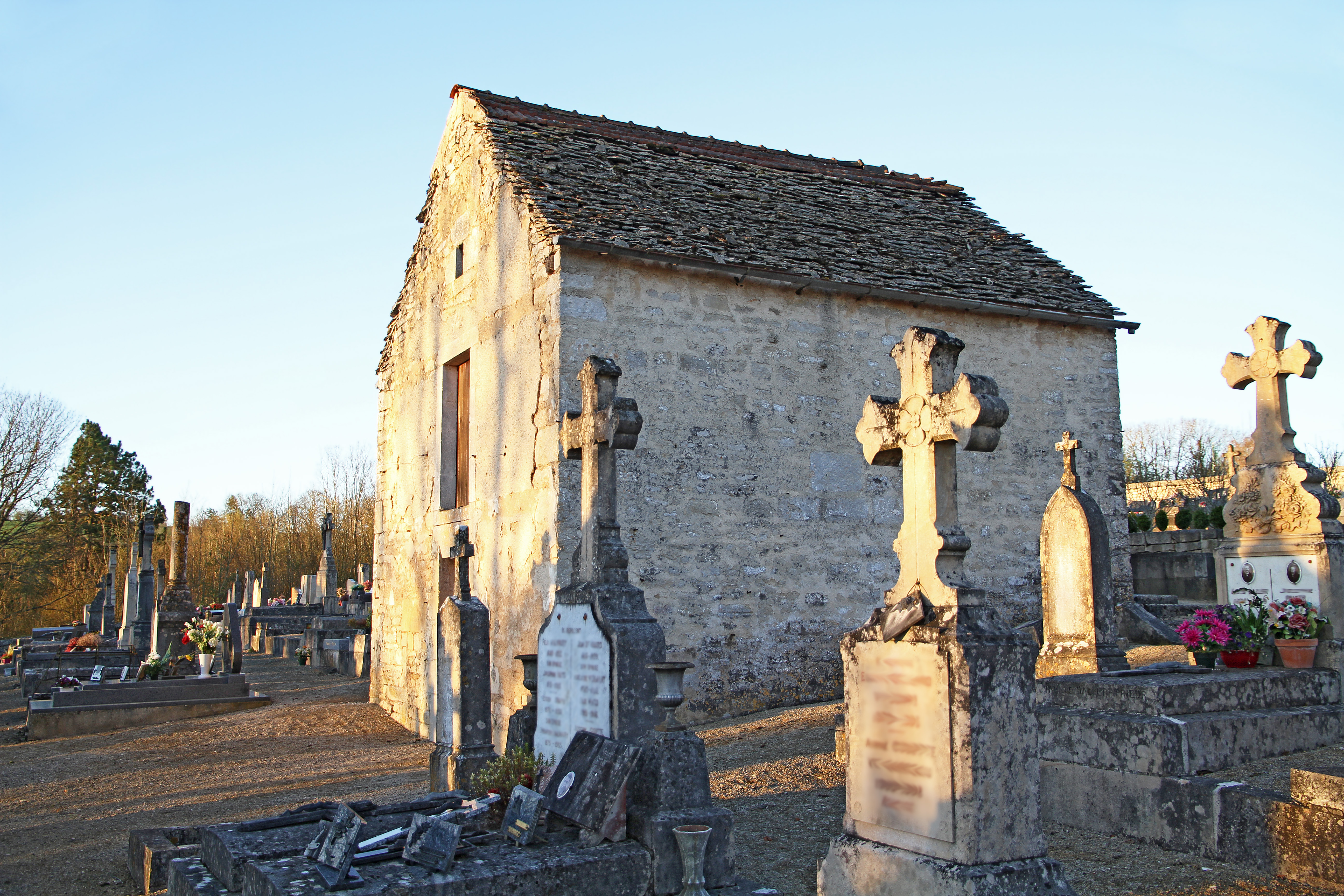
Cette petite chapelle est le seul reste d'un ermitage...
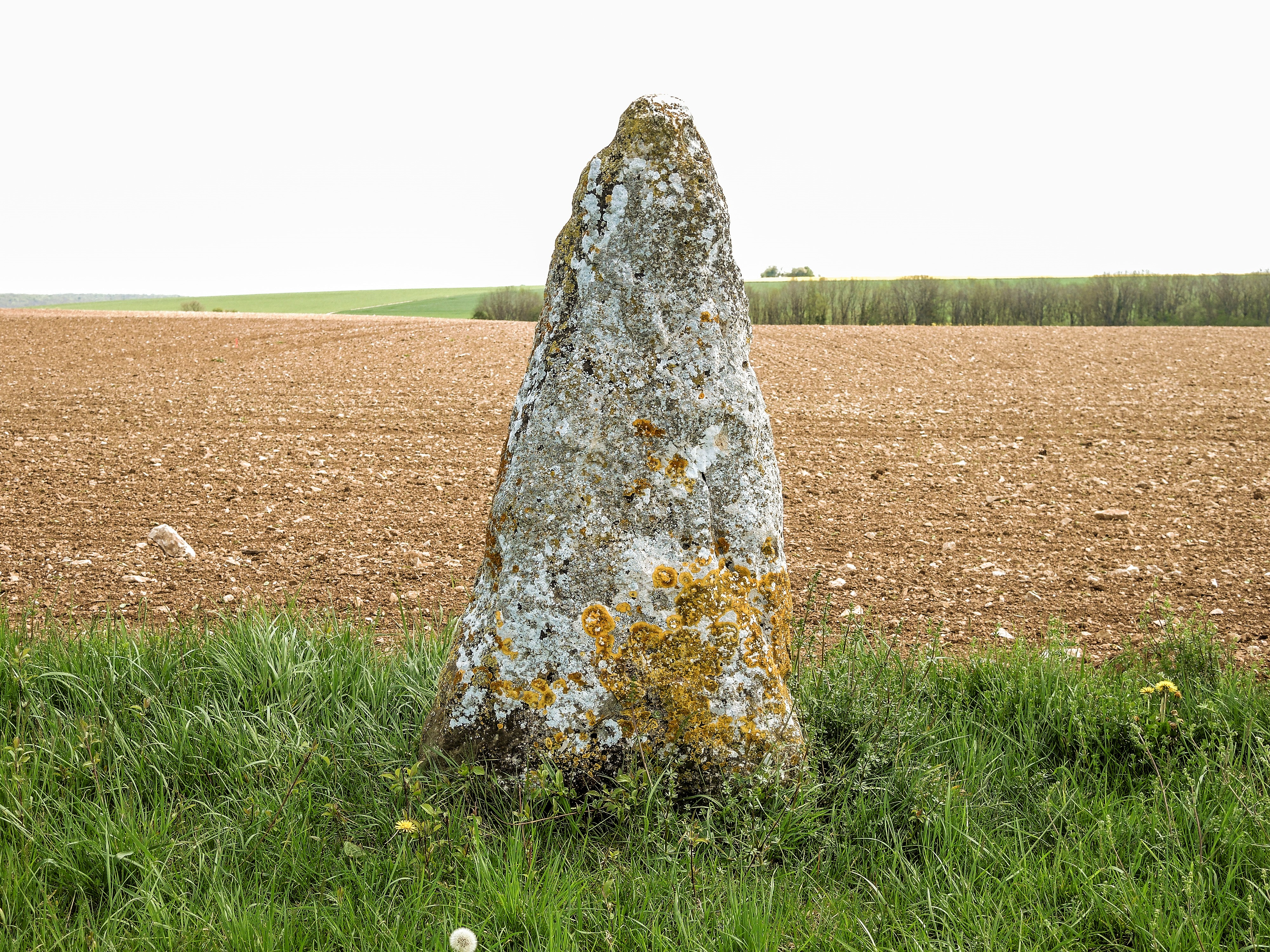
Menhir de Pierre Fiche.
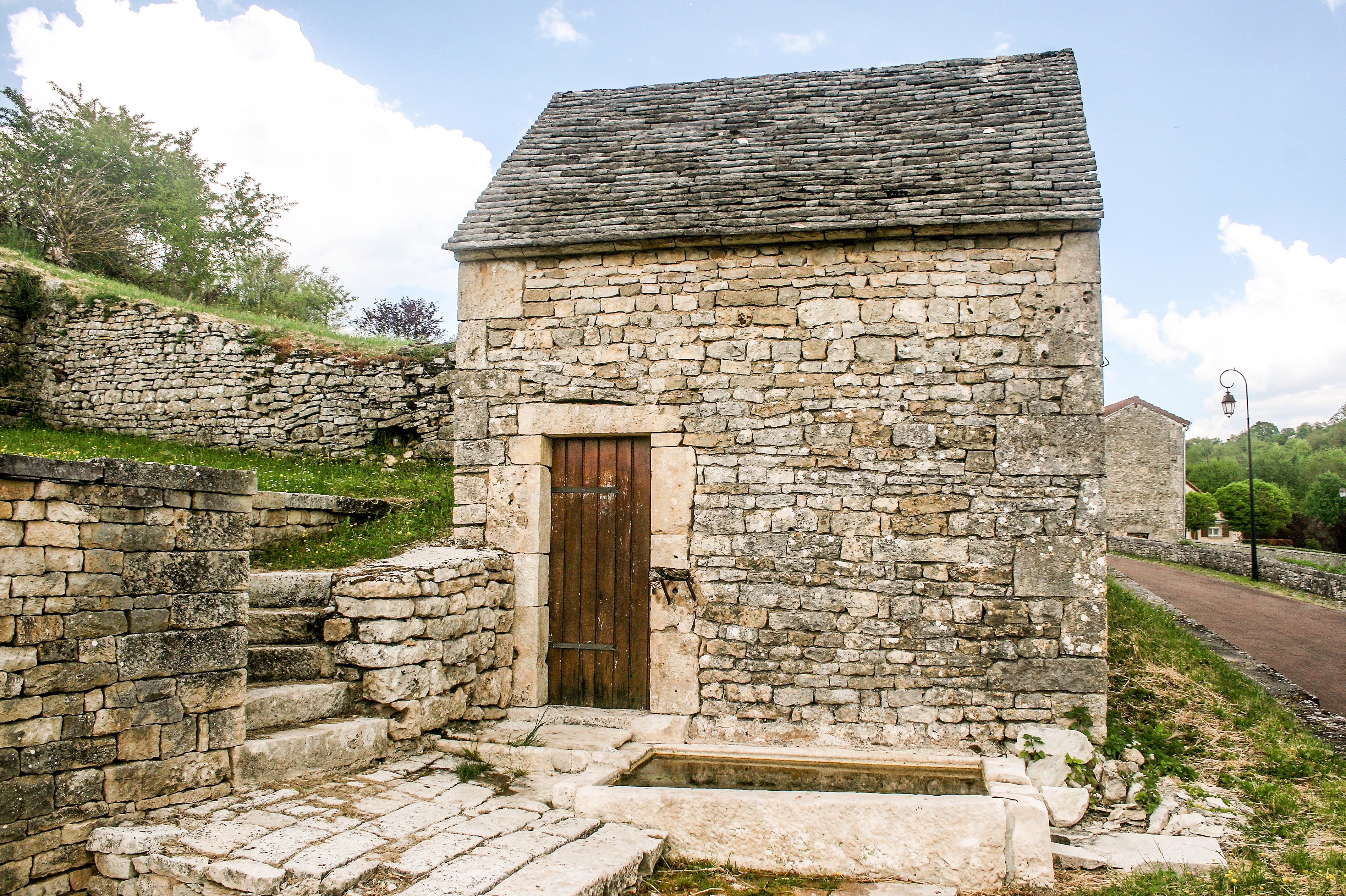
Bâtiment supérieur du lavoir de la Margelle. Atelier du tanneur.
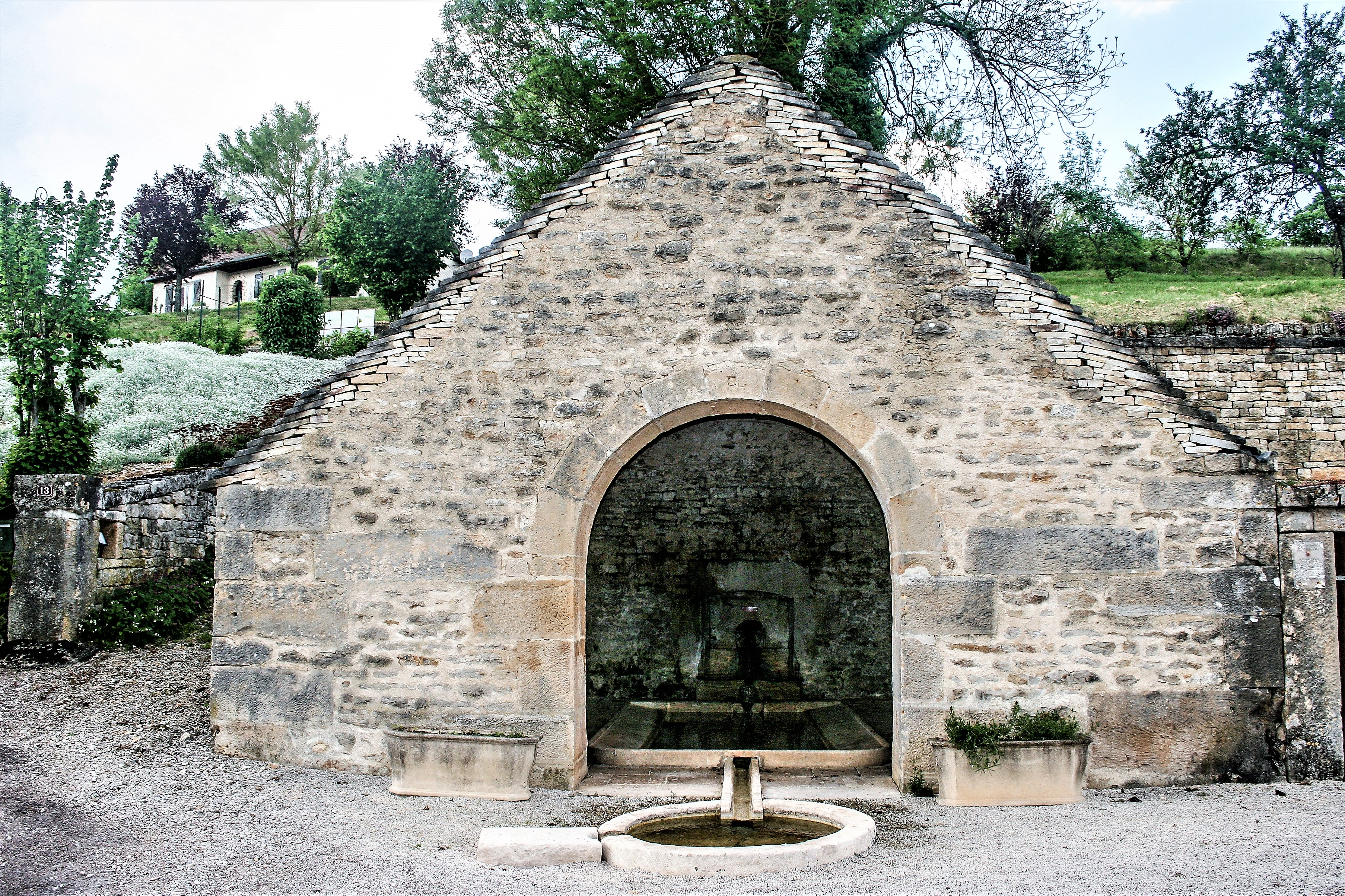
Bâtiment inférieur du lavoir de la Margelle.
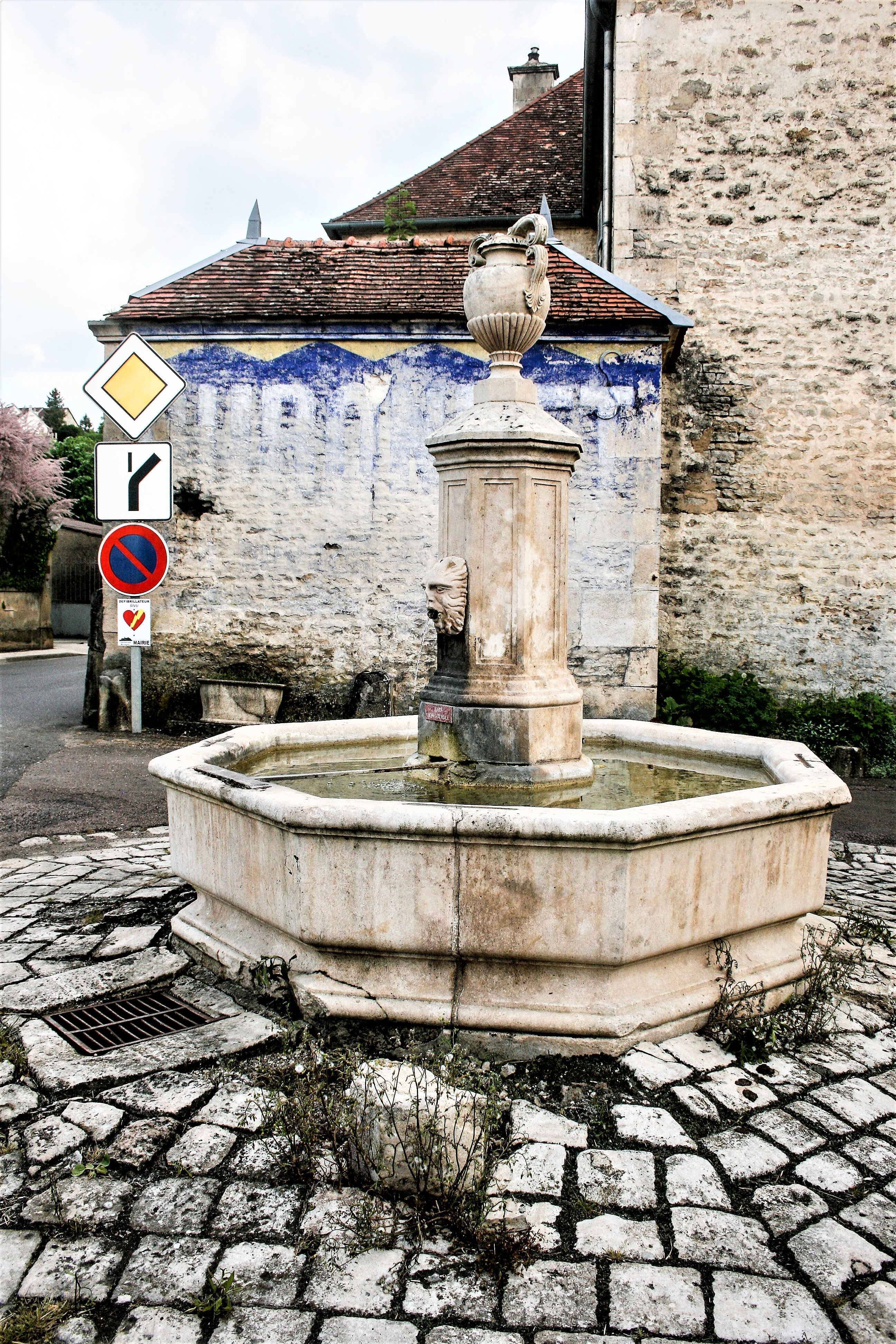
Fontaine au centre du village.

### Personnalités liées à la commune
- Antoine-Bernard Caillard (1737-1807) : diplomate, né à Aignay-le-Duc.
- Nicolas Frochot (1761-1828), influent prévôt d'Aignay-le-Duc, finit sa carrière comme conseiller d'État et premier préfet de la Seine sous Napoléon Ier.
- Claude-Auguste Petit, baron de Beauverger (1748–1819), beau-frère du précédent, homme politique français, y est né.
- Georges Jacquin (1881-1956), évêque de Moulins de 1942 à 1956, y est né.
- Louis Armatte (1889-1970), résistant, maire d'Aignay-le-Duc, conseiller général (1961-1970).
- Bertrand Lavier (1949-), artiste plasticien contemporain français, vit et travaille à Paris et Aignay-le-Duc.
- Philippe Bertrand (1958-), animateur à France Inter[pourquoi ?].

### Héraldique
| Blason de Aignay-le-Duc | Blason  | De gueules à six billettes d'argent.             |
| Blason de Aignay-le-Duc | Détails | Le statut officiel du blason reste à déterminer. |